# Siete colinas de Constantinopla
Constantinopla era conocida durante el período bizantino como Eptalofos, porque siguiendo el modelo de Roma, estaba construida sobre siete colinas.

## Las siete colinas de Constantinopla

Mapa de la Constantinopla bizantina que muestra las siete colinas

Las siete colinas están dentro de las murallas de Teodosio ; en cada colina se construyeron edificios religiosos monumentales (iglesias, que los otomanos convirtieron en mezquitas).
- La primera colina, sobre la que se fundó la antigua ciudad de Bizancio, parte del puerto de Constantinopla e incluye Santa Sofía, la Mezquita Azul y el Top Kapi.[2]

- La segunda colina incluye la Mezquita Nouroosmaniye, el gran bazar y la Columna de Constantino I. Está separado por la primera colina en el distrito de Eminonou .

- La tercera colina, en la que se encuentran la Mezquita de Suleymaniye, la Mezquita de Bayezid II y la Universidad de Constantinopla, llega al distrito de Kumkapi.

- La cuarta colina, donde se encontraba la Iglesia de los Santos Apóstoles (que fue demolida por los otomanos y en su lugar se construyó la Mezquita Fatih ) llega a la orilla del golfo de Keratio .

- La quinta colina incluye la Mezquita Yavuz Selim y está separada de la sexta por un valle en el distrito de Balat.

- La sexta colina se encuentra en el distrito de Edirne Kapou y llega a la puerta Polyandros de las murallas de Teodosio.

- La séptima colina, también conocida como xerolofos, llega al Mar de Mármara .

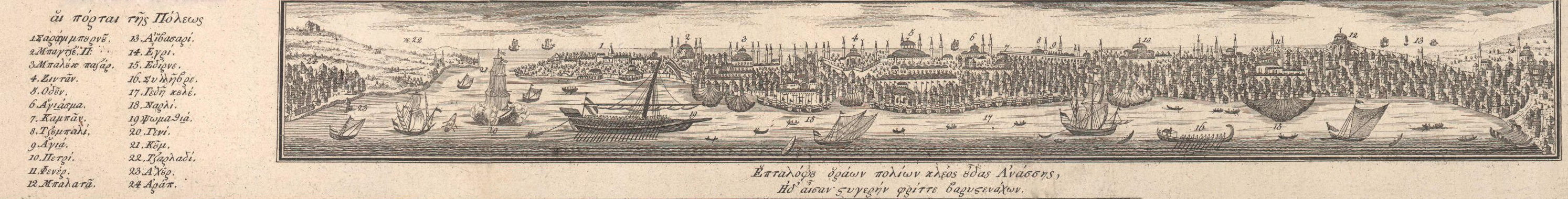
Vista panorámica de las áreas de Constantinopla y sus colinas, Mapa de Riga, 1797